# 新豐鄉 (台灣)
新豐鄉（臺灣客家語海陸腔：sinˋ fungˋ hiongˋ／sinˋ pongˋ hiongˋ），舊稱「紅毛港」，位於臺灣新竹縣西北部。西臨臺灣海峽，東以台1線及新豐車站與湖口鄉為鄰，南以鳳鼻尾山岡陵（湖口台地南緣）竹北市接壤，北以福興溪（大深坑溪）與桃園市新屋區為鄰。鄉內人口約有5.9萬人，為臺灣人口第四大鄉。新豐鄉與湖口鄉兩鄉鎮合稱為新湖地區（合計人口超過14萬人），與新竹縣政府警察局新湖分局轄區相同。
新豐鄉與東臨的湖口鄉為新竹縣鳳山溪以北的雙子城生活圈，政治、商業、宗教盛事、網路社群等互動緊密。兩鄉鎮主要市區中心南北相距6.2公里（以新豐、湖口兩鐵路車站計算距離）常常稱作為 新湖、大湖口或豐湖地區。新豐鄉農特產為西瓜、洋香瓜、鴨蛋。每年例行舉辦的縣長盃龍舟賽和西瓜節等活動為該鄉之盛事。

## 歷史
新豐鄉舊稱紅毛鄉，因境內紅毛港（臺灣客家語海陸腔：fung moˋ gongˊ）而得其名，《新竹縣志》記載，傳說南明唐王隆武元年（1646年），荷蘭人因船破登陸紅毛港。時間距今370多年。雍正13年泉州閩籍汪淇楚等人成立「墾區莊」萃豐莊，開始開墾沿海一帶，並將公館設立於紅毛港。乾隆年間，擁有萃豐莊一半股權的粵省陸豐縣人徐立鵬向內陸開墾，並將其根據地設於新庄子，成為客家籍移入竹塹之始。來自泉州同安縣金門以閩南為主的鄭氏家族，也陸續進入紅毛港開墾，後期移入新竹市，前新竹市議長鄭再傳的家族即為其一。
日治時代大正9年（1920年）臺灣實施街庄制，設為紅毛庄，轄屬新竹州新竹郡。轄域內分為福興、青埔子、後湖、崁頂、中崙、新庄子、紅毛、員山、坑子口9個大字，並於青埔子設有紅毛飛行場。戰後改制為紅毛鄉，並於1956年因名稱不雅，取新庄子之「新」，萃豐莊之「豐」字、改稱新豐鄉。
1953年5月新竹縣文獻會委員郭輝在紅毛港發現之「磨製石庖丁」破片及史前繩紋陶器碎片，深受考古學界重視，文化遺物主要是紅色、褐色、淡褐色的夾沙陶。器型為侈口鼓腹的罐形器，口緣通常外侈低矮，少量帶有圈足，通常從頸部以下器身佈滿拍印的繩紋。石器以農業用具日常生活用具為主。

## 地理

### 位置
新豐鄉位於新竹縣西北端，桃園台地之上，東連湖口鄉，西鄰臺灣海峽，南至鳳鼻尾山與竹北市接壤，北以福興溪（深坑溪）與桃園市新屋區為界。行政區域東西長約11.5公里，南北長約10.8公里，面積約46平方公里，海岸線全長約7公里，是新竹縣海岸線最長的行政區。

### 人口
根據新竹縣新豐戶政事務所及內政部戶政司統計，2024年底新豐鄉戶數約2.2萬戶，人口約5.9萬人，人口密度每平方公里約1,280人，在全臺灣所有鄉中人口排行第四多，人口密度則居第九高。鄉內人口主要分布於中部的新庄子舊市區及東南隅的山崎市區，人口最多與最少的村分別是松柏村與坡頭村，2024年底兩村人口分別為9,294人與882人，其中松柏村也是全臺灣人口第三大村。族群結構上主要為客家人，約佔全鄉人口的60%，其次則為閩南人（約佔全鄉人口的33%）與外省人。

## 政治

### 歷任首長
| 任次 | 姓名   | 黨籍       | 備註                                                            |
| ---- | ------ | ---------- | --------------------------------------------------------------- |
|      | 徐榮初 |            | 接管委員會代理鄉長                                              |
|      | 鄭慶旺 |            | 間接選舉第一屆鄉長                                              |
|      | 徐元浩 |            | 間接選舉第二屆鄉長                                              |
| 1    | 黃仁恩 |            | 直接民選第一任鄉長。民39.03.01－43.02.28                        |
| 2    | 黃仁恩 |            | 直接民選第二任鄉長。民43.03.01－47.02.28                        |
| 3    | 黃仁恩 |            | 直接民選第三任鄉長。民47.03.01－51.02.28                        |
| 4    | 黃雲本 |            | 直接民選第四任鄉長。民51.03.01－55.02.28                        |
| 5    | 李萬吉 |            | 直接民選第五任鄉長。民55.03.01－59.02.28                        |
| 6    | 黃燉𡏒 |            | 直接民選第六任鄉長。民59.03.01－63.02.28                        |
| 7    | 徐鏡蘭 | 中國國民黨 | 直接民選第七任鄉長。民63.03.01－67.02.28                        |
| 8    | 徐鏡蘭 | 中國國民黨 | 直接民選第八任鄉長。民67.03.01－71.02.28                        |
| 9    | 謝彩鳴 | 中國國民黨 | 直接民選第九任鄉長。民71.03.01－75.02.28                        |
| 10   | 徐里   | 中國國民黨 | 直接民選第十任鄉長。民75.03.01－79.02.28                        |
| 11   | 葉高火 | 民主進步黨 | 直接民選第十一任鄉長。民79.03.01－81.06                         |
| 代理 | 林保明 |            | 代理葉高火。民81.06－83.02.28                                   |
| 12   | 李錦復 | 中國國民黨 | 直接民選第十二任鄉長。民83.03.01－87.02.28                      |
| 13   | 李錦復 | 中國國民黨 | 直接民選第十三任鄉長。民87.03.01－91.02.28                      |
| 14   | 鄭清漢 | 中國國民黨 | 直接民選第十四任鄉長。民91.03.01－95.02.28                      |
| 15   | 鄭清漢 | 中國國民黨 | 直接民選第十五任鄉長。民95.03.01－99.02.28                      |
| 16   | 徐茂淦 | 中國國民黨 | 直接民選第十六任鄉長。民99.03.01－103.12.24                     |
| 17   | 徐茂淦 | 中國國民黨 | 直接民選第十七任鄉長。民103.12.25－107.8.9、107.10.8－107.12.24 |
| 代理 | 郭慧龍 |            | 代理徐茂淦停職期間，民107.8.10－107.10.7。                      |
| 18   | 許秋澤 | 中國國民黨 | 直接民選第十八任鄉長。民107.12.25- 因快篩試劑一案遭羈押禁見。   |
| 代理 | 徐元雄 |            | 代理許秋澤停職期間，民111.10.22－111.12.24                      |
| 19   | 徐煒傑 | 無黨籍     | 直接民選第十九任鄉長。民111.12.25－                             |

### 鄉政組織
新豐鄉公所是新豐鄉最高層級的地方行政機關，在中華民國政府架構中為鄉自治的行政機關，同時負責執行縣政府及中央機關委辦事項新豐鄉的自治監督機關為新竹縣政府。鄉長由全體鄉民直接選舉產生，任期為4年，可連選連任一次。新豐鄉公所並置鄉政會議，為鄉政最高決策機構，在鄉長之下，設有5課4室等9個內部單位及4個附屬機關。
新豐鄉民代表會是新豐鄉的最高民意機關，代表新豐鄉全體鄉民立法和監察鄉政。鄉民代表由公民直選選出，任期為4年，可連選連任。新豐鄉民代表會共有11位鄉民代表，分別為第1選區2席鄉民代表、第2選區2席鄉民代表、第3選區2席鄉民代表、第4選區5席鄉民代表，主席、副主席由11位鄉民代表互選產生。

### 行政區劃
| 新豐鄉行政區劃 |
|                |

區域
- 新豐鄉下轄17村，就地緣區別為新庄子、山崎、坑仔口、海三村、北五村。
- 新豐鄉原區劃13村，因核心地區持續發展，人口呈現正成長，進行村行政區域調整。2008年原員山村人口近20,000人，因此劃分為員山、忠孝、山崎村。松林村劃分出松柏村，該鄉另一核心重興村則劃分出崎頂村[8]。
- 依照新豐鄉綜合發展計畫，新豐鄉被劃為4個次分區：[9]

| 次分區 | 村名   | 村名   | 村名   | 村名   | 村名   | 村名   | 村名   |
| ------ | ------ | ------ | ------ | ------ | ------ | ------ | ------ |
| 核心   | 山崎村 | 松林村 | 重興村 | 崎頂村 | 忠孝村 | 松柏村 | 員山村 |
| 雙坑   | 上坑村 | 鳳坑村 |        |        |        |        |        |
| 濱海   | 坡頭村 | 新豐村 | 埔和村 |        |        |        |        |
| 埤圳   | 中崙村 | 後湖村 | 瑞興村 | 青埔村 | 福興村 |        |        |

雙核心結構
鄉內分別以新子、山崎為兩核心聚落，新庄子是開墾初期紅毛港之發展地區，亦為該鄉行政機關所在地，山崎有鄰近新豐車站及新竹工業區的發展因素，商業活動較為發達。

### 警政單位
- 新竹縣政府警察局新湖分局新豐分駐所
- 新竹縣政府警察局新湖分局山崎派出所
- 新竹縣政府警察局新湖分局後湖派出所

## 經濟
新豐鄉屬於雙核心的新興城鎮，早期發展以新庄子地區為主，現今以山崎地區發展較盛。主要商業街道為建興路、新興路、中興路、學府路、康樂路、泰安街、新庄路、新市路等。

### 新子地區
為較早開發地區，新豐鄉之地理與行政中心，具備基礎生活機能，學區有新豐國小、新豐國中、鄉立幼兒園重興分班等校，金融機構有中華郵政新豐郵局、新豐鄉農會、新竹區漁會等，具備新庄子公有零售市場、新庄子夜市等傳統市集，以及全聯福利中心、億客來生鮮超市、自由聯盟等數家連鎖超市，該地區為鄉公所、戶政事務所、衛生所、鄉立圖書館等行政機關所在區域，亦具備老人文康中心、中正堂等集會場所。2015年起，鄉公所開通翠豐路，展開閒置軍營的活化，且興建公園作為居民之休閒場所。

### 山崎地區
舊屬鳳山崎地區，為現今新豐鄉主要市區所在地，內有台1線通過及新豐車站的設立，東鄰新竹工業區等條件下，工商業穩定發展，數筆新興住宅重劃區的開發為滿足移入之人口。該地區學校有山崎國小、松林國小、忠孝國中、忠信高中、仰德高中、明新科技大學。金融機構有山崎郵局、新竹三信、華南銀行、渣打銀行、玉山銀行、台中商業銀行、新光人壽、富邦人壽、南山人壽、凱基證券等。連鎖超市有全聯福利中心、家樂福超市、美廉社等，亦有麥當勞、肯德基、摩斯漢堡、漢堡王、星巴克 、錢都涮涮鍋、爭鮮等大型餐飲連鎖品牌，並具有新豐鳳蓮市場、新豐黃昏市場及新豐站前夜市等採買機能。

## 體育
因新竹縣政府長期忽視新豐鄉體育相關建設，故此許多體育活動都靠民間仕紳自力自強扶持鄉內國中、小排球隊與足球隊等活動，因民間能力有限，造成過往特色運動常有飲恨中斷無法續營，過往埔和國小曾為羽球、足球縣內強校，新豐國小則為縣內排球強校，除新豐國中仍保有自行車隊外，新豐國中壘球隊也已中斷，境內仰德高中壘球隊也相對面臨解散，縣府長期忽視新豐鄉體育，故此資源幾乎為零造成體育人口不足，即便新豐與湖口地區已符合國民運動中心設立標準，縣府長期忽視此地區的體育設施，在民間仍可看到民間努力掙扎自籌等各項體育會所。而民間社團更有土風舞或是肚皮舞等社團定期會在社區活動中心辦理私籌教練課程。

## 醫療
新豐鄉在衛福部屬於竹北次醫療區，故此病床數都會與竹北次醫療區總額掛勾，新豐鄉鄉民的病床名額已被新竹縣衛生局納入申請臺大醫院生醫分院與中國醫藥大學附屬醫院新竹分院，故此新豐鄉內無任何公私立醫院，成為新豐鄉無法成為衛福部偏遠區補助鄉鎮主因，而竹北市醫療院所皆難以服務新豐鄉與湖口鄉鄉民，特別是青埔、福興、坡頭濱海一帶鄉民，此議題在湖口生命園區抗爭事件期間，松林國小發生疑似集體食物中毒事件而被鄉民熱烈討論，並且成為2023立委選舉的政見主軸。

## 教育

### 大專院校
- 明新科技大學
- 豐湖社區大學

### 高級中等學校
- 新竹縣私立忠信高級中學
- 新竹縣私立仰德高級中學

### 國民中學
- 新竹縣立新豐國民中學
- 新竹縣立忠孝國民中學
- 新竹縣立精華國民中學
- 新竹縣私立仰德高級中學國中部
- 新竹縣私立忠信高級中學國中部

### 國民小學
- 新竹縣新豐鄉新豐國民小學
- 新竹縣新豐鄉松林國民小學
- 新竹縣新豐鄉瑞興國民小學
- 新竹縣新豐鄉福龍國民小學
- 新竹縣新豐鄉山崎國民小學
- 新竹縣新豐鄉埔和國民小學
- 新竹縣新豐鄉福興國民小學

### 矯正學校
- 法務部矯正署誠正中學

## 交通

### 鐵路
臺灣鐵路管理局
- 縱貫線：新豐車站

（新豐車站後站即為湖口鄉）

### 公路
- 台1線
- 台15線
- 台61線：新豐一－竹4線平交路口段（63k+120－69k＋600）
  - 新豐一交流道（57）
  - 新豐二交流道（60）
- 縣道117號

### 客運
- 新竹客運（部分班次使用低底盤公車）
  - 5605：新竹－竹北口－新豐球場－新庄子
  - 5606：新竹－竹北口－新豐－新庄子
  - 5611：湖口－後湖－新庄子（部分班次經大庄）
  - 5612：新竹－竹北口－新豐－榮民所－鳳山村－舊湖口－湖口
  - 5622：新竹－竹北口－新豐－陸橋－湖口
- 桃園客運
  - 5027：中壢－過嶺－犁頭洲－新屋－下庄子－永安－後湖（部份班次進永安漁港）
- 科技之星交通
  - 快捷5號：湖口工業區－新竹高鐵站（經明新科大、新豐車站）

## 旅遊景點
- 池和宮：池府王爺廟，初創於清乾隆四十二年，至今已有二百多餘年歷史。
- 中崙溪南三元宮：主祀三官大帝，在桃園、新竹地區皆有分香廟。
- 石和宮：埔和村的石頭公廟
- 新豐扶雲社孔聖亭
- 紅毛港遊憩區（新豐濕地）
- 觀海大道
- 小叮噹科學主題樂園
- 新豐高爾夫球場
- 鳳坑朴樹林保存區
- 新豐紅樹林自行車道
- 坡頭漁港
- 徐榮鑑洋樓

## 漢聲廣播電台光華之聲新豐分台
光華之聲在新豐鄉設有分台，使用中波711、981千赫對中國大陸播出，中波發射功率250千瓦。

## 外部連結
- 新豐鄉公所 （页面存档备份，存于）